# Distrikt Sidon
Der Distrikt Sidon (arabisch قضاء صيدا, DMG Qaḍāʾ Ṣaydā) ist ein Verwaltungsbezirk im Gouvernement Süd der Republik Libanon. Die Bezirkshauptstadt ist Sidon.

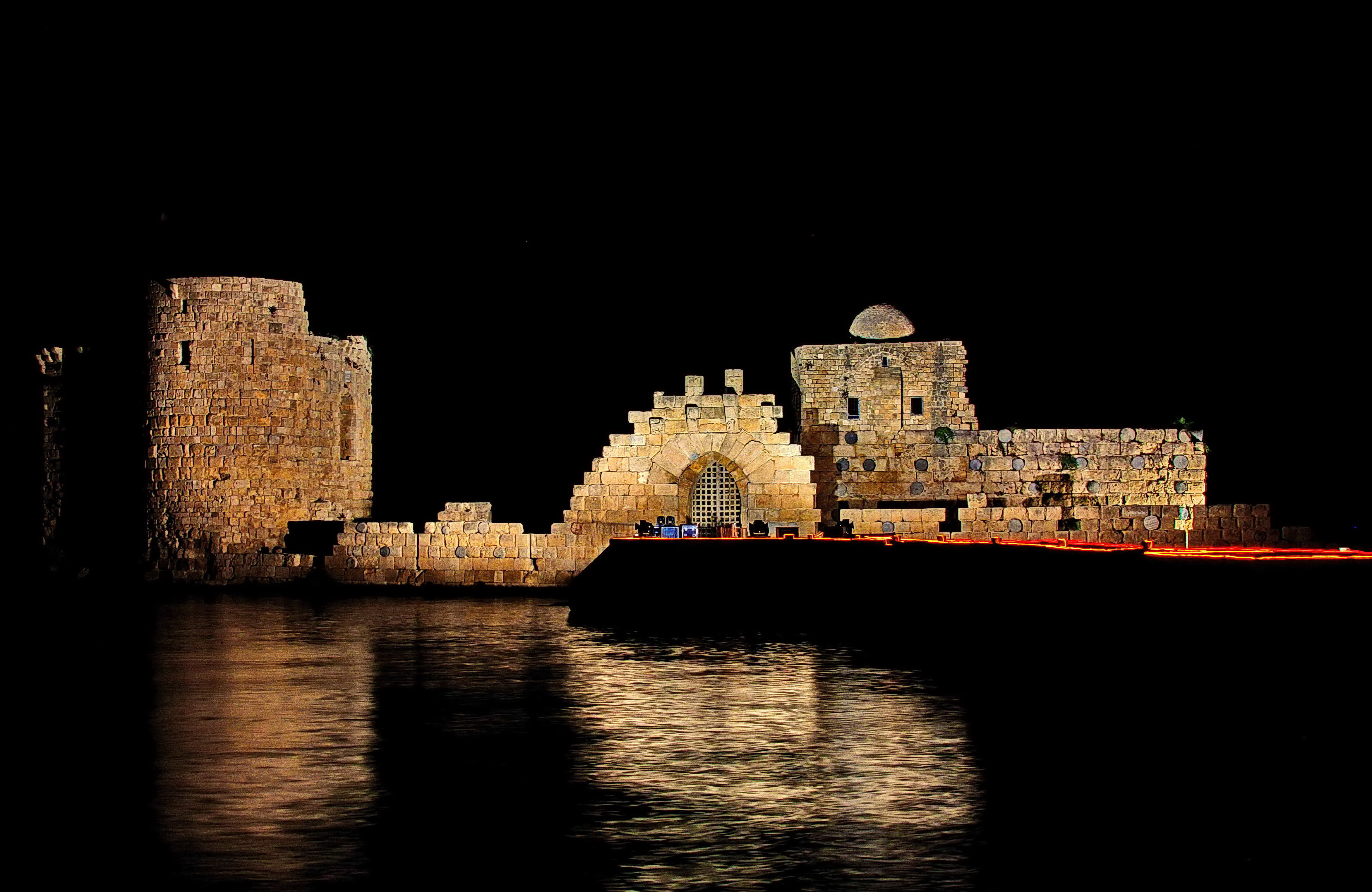
Wasserburg Sidon

## Gemeinden

### Städte
- Aadloun
- Ansariye
- Ghaziyeh
- Maghdouché
- Majdelyoun
- Miye ou Miye
- Qinarit
- Salhieh
- Sarepta
- Sidon
- Tabbaya
- Zrarieh
- Kawthariyat al-Sayyad

### Dörfer
- Ain El Delb
- Anqoun
- Darb Es Sim
- Hajjeh
- Kfar Chellal
- Kfar Hatta
- Qraiye
- Tanbourit
- Zaita
- Zaghdraiya

## Erdöl
Sidon dient als Mittelmeer-Terminus der Transarabischen Pipeline, einer 1.720 km (1.068,76 mi) langen Ölpipeline, die Öl von den Feldern nahe Abqaiq in Saudi-Arabien befördert. Die Pipeline spielte eine wichtige Rolle im globalen Handel mit Erdöl und trug zur wirtschaftlichen Entwicklung des Libanon sowie zu den politischen Beziehungen zwischen den USA und dem Nahen Osten bei. Als sie 1947 erbaut wurde, galt das Projekt als bahnbrechend und innovativ mit einer maximalen Kapazität von etwa 500.000 Barrel pro Tag (79.000 m³/d). Nach dem Sechstagekrieg von 1967 und aufgrund ständiger Streitigkeiten zwischen Saudi-Arabien und Syrien und Libanon über Transitgebühren, der Entstehung von Öl-Supertankern und Pipeline-Ausfällen wurde der Abschnitt der Leitung jenseits von Jordanien 1976 außer Betrieb genommen.
Die Stadt Sidon ist der Standort einer groß angelegten Ölanlage, bestehend aus Ölspeichertanks, einer Raffinerie, einem thermischen Kraftwerk und einem Kraftstoffhafen. Während des Libanesischen Bürgerkriegs und der israelischen Invasionen wurde die Anlage mehrmals entweder von israelischen Kriegsflugzeugen oder von palästinensischen Milizgruppen bombardiert, was schließlich zur Schließung der Anlage führte. Die Öltanks und die Raffinerie befinden sich in einem schlechten Zustand, unterliegen jedoch derzeit einem umfassenden Sanierungsplan, der vom Ministerium für Energie und Wasserressourcen sowie von denen in Tripoli im Norden entwickelt wurde, um die in jüngster Zeit vor der Küste entdeckten zukünftigen Öl- und Erdgasvorkommen des Libanon zu speichern. Derzeit arbeiten auf dem Gelände noch das thermische Kraftwerk und der Kraftstoffhafen, die vom Staat zur Einfuhr von Öl genutzt werden, nachdem die Pipeline in den 1970er Jahren außer Betrieb genommen wurde.

## Bevölkerung
Laut den Wählerregistrierungsdaten sind die Wähler im Distrikt größtenteils muslimisch (83 %).
Die Wähler in der Stadt Saida (61237) sind zu 94 % muslimisch:
- 84 % sind Sunnitisch Muslimisch
- 9 % are Schiitisch Muslimisch
- 6 % sind Christen (darunter Maronitisch, Griechisch-Melkitisch und Armenisch Orthodox).

Die Wähler im restlichen Teil des Distrikts (112372, auch als Zahrani-Wahlkreis im Wahlgesetz von 2018 bezeichnet) sind überwiegend schiitisch und zu 77 % muslimisch:
- 74 % sind Schiitisch Muslimisch
- 3 % sind Sunnitisch Muslimisch
- 12 % sind Griechisch Melkitisch Katholisch
- 10 % sind Maronitisch

Daher gibt es einen größeren Prozentsatz christlicher Wähler im Distrikt Saida (17 %) als in Tyros (6,3 %), aber deutlich weniger als in Jezzine (75 %).